# GILDE - Ihr Partner für das Lebensmittelhandwerk
Die GILDE - Ihr Partner für das Lebensmittelhandwerk eG (kurz: Gilde) mit Sitz in Frankfurt am Main ist ein Handels- und Dienstleistungsunternehmen der Fleischwirtschaft. Sie firmiert als eingetragene Genossenschaft. Als Zentralgenossenschaft sind der Gilde 38 Genossenschaften in Deutschland, Österreich, der Schweiz und Luxemburg angeschlossen.
Bis April 2024 firmierte die Genossenschaft als Zentralgenossenschaft des europäischen Fleischergewerbes eG (kurz Zentrag eG).

## Aktivitäten
Die Genossenschaft stellt ihren Mitgliedern Produkte und Dienstleistungen bereit; sie bezeichnet sich selbst als Komplettanbieter. Ihre Aktivitäten ordnet die Gilde vier Bereichen zu:
- Fleisch und Geflügel: Ankauf von Fleisch, Geflügel, Lamm und Wild, sowohl frisch als auch gefroren, auch Import
- Lebensmittel: An- und Verkauf von Lebensmitteln, Weiterentwicklung von Eigenmarken, Marketing
- Fleischereibedarf: Handel mit über 4.000 Artikel, darunter Därme, Gewürze, Artikel des Gastronomie- und Partyservicebedarf
- Gebrauchtmaschinen: Bereitstellung einer Plattform für den Kauf und Verkauf von gebrauchten Maschinen

### Tochterunternehmen

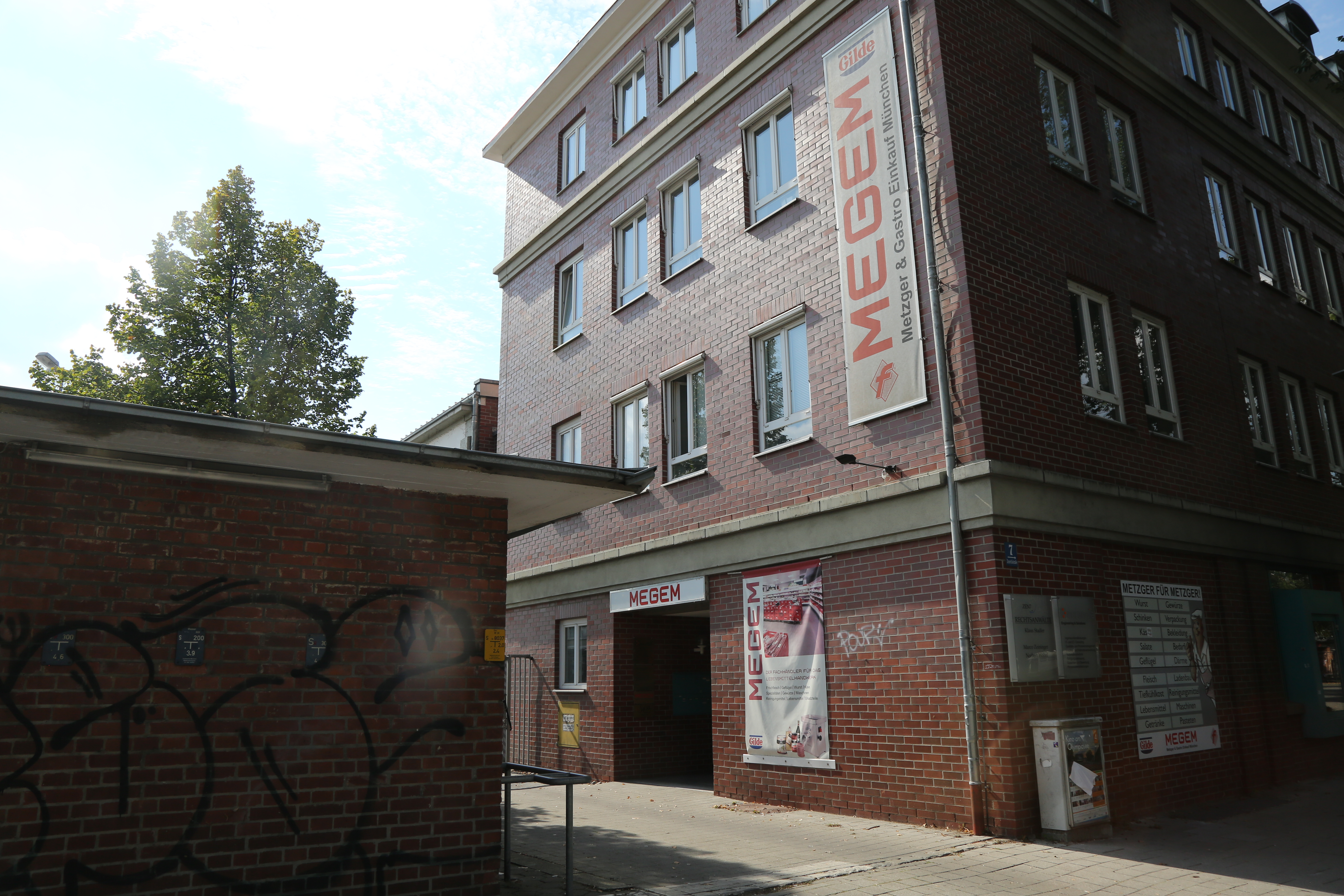
Standort des Tochterunternehmens MEGEM AG in München

Die Genossenschaft verfügt über folgende Tochterunternehmen (in Klammer jeweils der Anteil am Gesellschaftskapital):
- Gilde-Beteiligungs AG, Frankfurt am Main (100 %)
- Gilde foodservice GmbH, Frankfurt am Main (76 %)
- Gilde Service-Gesellschaft mbH, Frankfurt am Main (100 %)

Über die Gilde-Beteiligungs AG als Zwischenholding sind folgende weitere Tochterunternehmen angebunden:
- Gilde Südwest GmbH, Hochstadt (50 %)
- GFL Gilde Frischelogistik GmbH, Frankfurt am Main (100 %)
- MEGEM AG, München (67,89 %)
- Gilde Wild und Fleischmanufaktur GmbH, Frankfurt am Main (100 %)
- Gilde Versandshop eG, Frankfurt am Main (60,78 %)

## Gilde-Gruppe
Als Gilde-Gruppe wird die Gilde mitsamt ihrer angeschlossenen Unternehmen bezeichnet. Die Gilde-Gruppe erwirtschaftete 2023 einen Umsatz von 1,002 Mrd. Euro. Damit belegte die Gruppe den zehnten Rang der umsatzstärksten Unternehmen der Fleischwirtschaft.
Im Durchschnitt erwirtschaftete eine Mitgliedsgenossenschaft im Jahr 2023 26,7 Mio. Euro. Die kleinste Genossenschaft (Coburg) erzielte 642.000 Euro, die größte (Stuttgart inkl. Stockach) 136,7 Mio. Euro.